# Aix-en-Ergny
Aix-en-Ergny är en kommun i departementet Pas-de-Calais i regionen Hauts-de-France i norra Frankrike. Kommunen ligger i kantonen Hucqueliers som tillhör arrondissementet Montreuil. År 2022 hade Aix-en-Ergny 201 invånare.

## Befolkningsutveckling
Antalet invånare i kommunen Aix-en-Ergny
| Referens: INSEE |